# Veliki angleško-slovenski slovar Oxford
Veliki angleško-slovenski slovar Oxford je slovar angleških besed in besednih zvez, ki je izšel v dveh zvezkih ((A-K) in (L-Z)) pri DZS v letih 2005 in 2006.  
Vsebuje 120.000 gesel. Njegov urednik je Simon Krek. 
Temelji na angleško-francoskem slovarju The Oxford-Hachette French Dictionary, izdanem pri založbi Oxford University Press leta 1994. 

### Kritika
Bernard Nežmah je v oceni prvega zvezka pohvalil večjo preglednost v primerjavi s starejšimi slovarji ter vključitev vulgarnih in sodobnih računalniških izrazov ter imen aktualnih političnih inštitucij. Število napak se mu je zdelo normalno v primerjavi z ostalimi kvalitetnimi slovarji in leksikoni.